# Die Lachbombe
Die Lachbombe (Originaltitel: Knock on Wood) ist eine US-amerikanische Spielfilmkomödie von Melvin Frank und Norman Panama aus dem Jahr 1954 mit Danny Kaye und Mai Zetterling in den Hauptrollen. Der Film ist eine lose Parodie auf die Bauchredner-Episode aus dem Horrorfilm Traum ohne Ende (Dead of Night) von 1945.
Melvin Frank und Norman Panama drehten ein Jahr später den Film Der Hofnarr, wieder mit Danny Kaye in der Hauptrolle.

## Handlung
Der erfolgreiche amerikanische Bauchredner Jerry Morgan mit seinen beiden Holzpuppen „Terrence“ und „Clarence“ hat ein psychisches Problem: Immer wenn er sich in eine Frau verliebt, reden ihm seine Puppen, die dann scheinbar ein Eigenleben führen, dazwischen und beschimpfen die Frau, sodass sie sich von ihm trennt. Auf einer Europatournee passiert ihm dies erneut in Paris, und sein Manager rät ihm dringend, sich in psychologische Behandlung zu begeben. Er hat bereits einen Termin bei einem Spezialisten, Doktor Krüger, in Zürich arrangiert, wohin Jerry noch am selben Abend fliegen soll. Vorher muss er jedoch noch schnell seine Puppen beim Pariser Puppenmacher Papinek reparieren lassen, da er sie aus Wut über ihr „Dazwischenreden“ stark beschädigt hat.
Parallel dazu entwendet der zu einem Spionagering gehörende Brodnik in Paris der NATO den aus zwei Seiten bestehenden geheimen Bauplan zu einer neuartigen nuklearen Waffe, „Lafayette X.V. 27“. Der ebenfalls dem Spionagering angehörende Puppenmacher Papinek, der von Jerrys Flug nach Zürich weiß, versteckt die Pläne ohne Jerrys Wissen in den zur Reparatur überlassenen Puppen, in jeder Puppe eine Seite, um sie so außer Landes zu schmuggeln. Der Spion Gromek soll in der Schweiz Kontakt mit Jerry aufnehmen und sie in Empfang nehmen.
In Zürich versucht Gromek, sich Jerry zu erkennen zu geben, zunächst nicht ahnend, dass Jerry gar nichts von ihm und den versteckten Plänen weiß. Er spricht Jerry dazu mehrfach hinter vorgehaltener Hand mit „Gromek!“ an, was dieser schließlich für den Schweizer Begriff für „Danke“ hält und bald in seinen Sprachschatz aufnimmt. Als Gromek schließlich erkennt, dass Jerry nichts von den Plänen weiß, stiehlt er die eine Seite aus der einen Puppe in Jerry Hotelzimmer, während Jerry mit der anderen Puppe auf dem Weg zu seinem Termin mit Doktor Krüger ist. Gromek weiß nichts von der zweiten Seite und hält seinen Auftrag für erfüllt.
Bei Jerrys Konsultation Doktor Krügers untersucht ihn dieser zunächst und schickt dann zur weiteren Analyse seine Kollegin Dr. Ilse Nordstrom mit Jerry auf die Reise nach London, wo er im Rahmen seiner Tournee in wenigen Tagen seinen nächsten Auftritt haben wird. Im Laufe der Zeit verliebt sich Jerry in seine Psychiaterin.

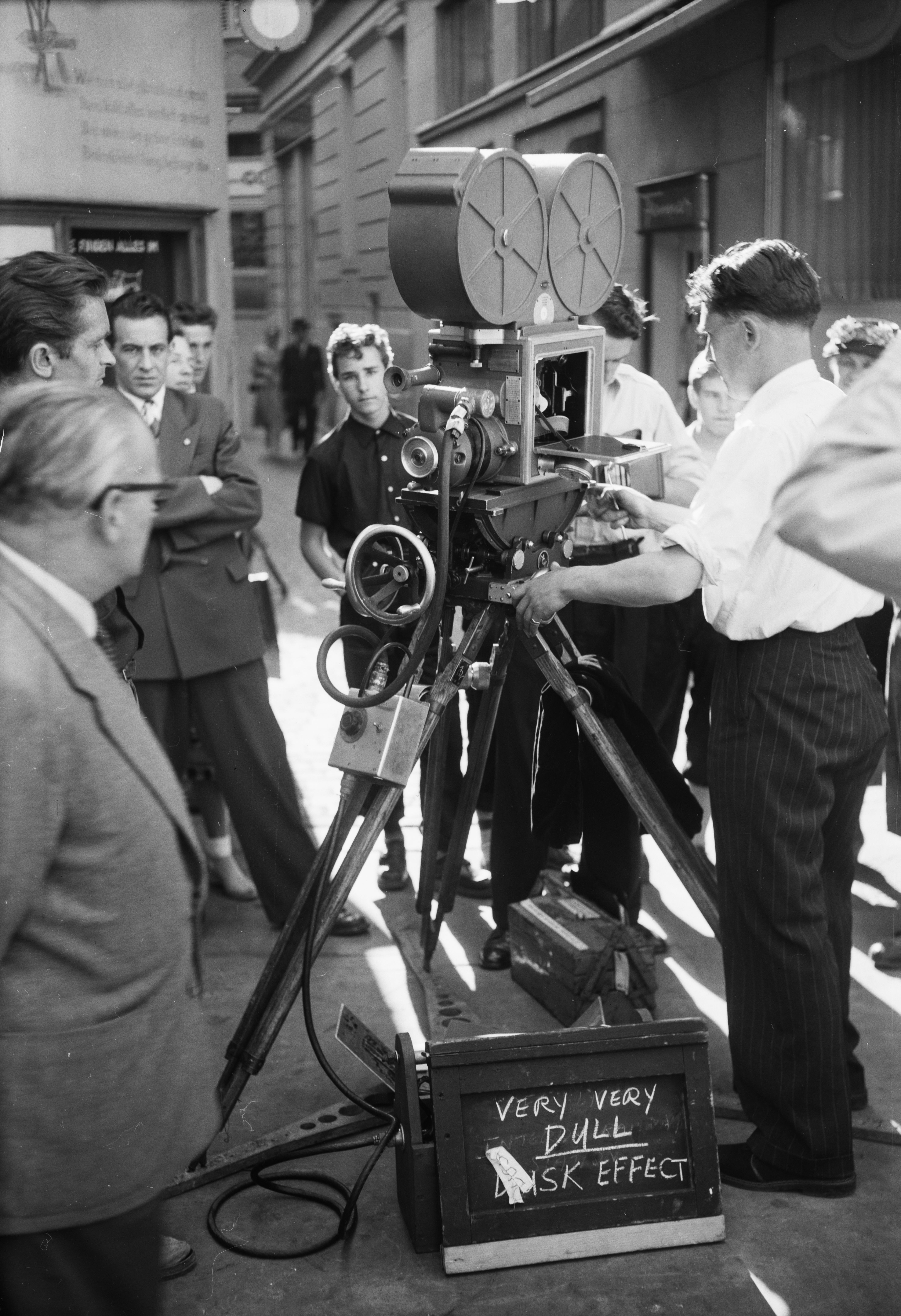
Dreharbeiten zu Die Lachbombe, 1953

Mittlerweile hat noch ein weiterer Bösewicht, Godfrey Langston, nach außen ein stilvoller britischer Gentleman, von den gestohlenen Plänen erfahren und will sie dem Spionagering bzw. Jerry abjagen, um sie meistbietend zu verkaufen. Er nimmt dazu noch in Zürich unverbindlich Kontakt mit Jerry auf und lässt ihn, seinen Manager und Dr. Nordstrom in seiner Chartermaschine mit nach London fliegen. Noch im Flugzeug entwendet Langstons Sekretär die verbliebene zweite Seite aus Jerrys Gepäck mit den Puppen, seinerseits wie Langston nicht von der ersten Seite wissend.
In London überschlagen sich die Ereignisse. Als der Spionagering und Langston versuchen, ihre jeweilige Seite des Plans an Interessenten zu verkaufen, wird beiden Seiten klar, dass ihnen jeweils die andere Seite des Plans fehlt. Beim gleichzeitigen Versuch, sich diese aus Jerry Hotelzimmer zu beschaffen, ermorden sich die Spione gegenseitig. Als Jerry die Toten in seinem Zimmer entdeckt, wird er zunächst für den Mörder gehalten und flieht. Dabei gerät er in unfreiwillig komische Situationen, u. a. als Ire „verkleidet“ in einem Irish Pub, als Amerikaner nun mit irischem Akzent sprechend, später als Autoverkäufer, dabei mit englischem Akzent sprechend, jeweils um glaubwürdig zu sein, und als wenig begabter Balletttänzer.
Am Ende glaubt ihm die Polizei schließlich, dass er unschuldig ist, und Langston wird abgeführt. Jerry heiratet Ilse und fährt mit ihr ins Happy End.

## Kritik
„Ganz auf Danny Kaye zugeschnittene Spionagefilm-Parodie mit grotesker Grundstimmung, die auch makabre Gags nicht scheut.“

## Auszeichnungen
Der Film war 1955 für die folgenden Auszeichnungen nominiert, konnte aber keine davon erringen:
- bei der Oscarverleihung in der Kategorie „Bestes Originaldrehbuch“
- für den Directors Guild of America Award in der Kategorie Outstanding Directorial Achievement in Motion Pictures („Herausragende Regieleistung bei Spielfilmen“)
- für den Writers Guild of America Award in der Kategorie Best Written American Comedy („Bestgeschriebene amerikanische Komödie“)

## Home-Video-Veröffentlichungen
- DVD: Knock on Wood – Olive Films Release, Paramount Pictures 2010 (NTSC, Region 1)

Eine deutsche Version von Die Lachbombe liegt auf DVD vor.